# Lillian Roth
Pour les articles homonymes, voir Roth.
Lillian Roth est une actrice, chanteuse et écrivaine américaine, née Lillian Rutstein le 13 décembre 1910 à Boston (Massachusetts), morte le 12 mai 1980 à New York (État de New York).

## Biographie
Alors enfant, sa famille s'installe à New York et elle débute ainsi au théâtre à Broadway dans quatre pièces, la première en 1917 (à six ans), la dernière en 1920 (à neuf ans). Puis elle retourne sur les planches new-yorkaises à partir de seize ans, dans quatre revues représentées entre 1927 et 1931, où elle joue et chante sous le pseudonyme de Lillian Roth.
Au cinéma, elle contribue dans un premier temps à vingt-et-un films américains (dont des courts métrages musicaux), sortis de 1929 à 1939. Parmi ses longs métrages de cette période, mentionnons Parade d'amour d'Ernst Lubitsch (1929, avec Maurice Chevalier et Jeanette MacDonald), Madame Satan de Cecil B. DeMille (1930, avec Kay Johnson et Reginald Denny), L'Explorateur en folie de Victor Heerman (1930, avec les Marx Brothers), ainsi que Ladies They Talk About d'Howard Bretherton et William Keighley (1933, avec Barbara Stanwyck et Preston Foster).
Confrontée dès les années 1930 à un alcoolisme chronique, elle publie en 1954 son autobiographie titrée I'll Cry Tomorrow. Celle-ci est portée à l'écran dans un film de Daniel Mann, sorti en 1955 sous le même titre original (titre français : Une femme en enfer), avec Susan Hayward personnifiant l'actrice — qui publie une seconde autobiographie en 1958 —.
À la télévision, outre des prestations comme elle-même, Lillian Roth collabore à trois séries de 1955 à 1957, la dernière étant Playhouse 90 (un épisode).
Elle revient à Broadway à l'occasion de deux comédies musicales ; la première en 1962 est I Can Get It for You Wholesale (en), mise en scène par Arthur Laurents, sur une musique et des lyrics d'Harold Rome, avec Marilyn Cooper, Elliott Gould, Jack Kruschen et Barbra Streisand ; la seconde en 1971 est 70, Girls, 70 (en), sur une musique de John Kander et des lyrics de Fred Ebb, avec Hans Conried et Mildred Natwick.
Enfin, Lillian Roth tourne trois ultimes films américains, le premier étant Alice, Douce Alice d'Alfred Cole, sorti en 1976. Ses deux derniers sortent en 1979. Elle meurt l'année suivante (1980) d'une hémorragie cérébrale.
Pour sa contribution au cinéma, une étoile lui est dédiée sur le Walk of Fame d'Hollywood Boulevard.

## Théâtre à Broadway

### Pièces
- 1917 : The Inner Man d'Abraham Schomer : Flossie
- 1918 : Penrod d'Edward Everett Rose : rôle non-spécifié
- 1918-1919 : Les Fiançailles (The Betrothal) de Maurice Maeterlinck : la petite-fille de Tyltyl
- 1920 : Shavings de Pauline Phelps et Marion Short : Barbara Armstrong

### Revues
(rôles non-spécifiés)
- 1927 : Padlocks of 1927
- 1928 : Earl Carroll's Vanities of 1928, chorégraphie de Busby Berkeley
- 1929 : Ziegfeld Midnight Frolic of 1929
- 1931 : Earl Carroll's Vanities of 1931, musique de Burton Lane, décors de Vincente Minnelli et Edgar McGregor, costumes de Vincente Minnelli et Charles Le Maire

### Comédies musicales
- 1962 : I Can Get It for You Wholesale (en), musique et lyrics d'Harold Rome, livret de Jerome Weidman, mise en scène d'Arthur Laurents et Herbert Ross (numéros musicaux), costumes de Theoni V. Aldredge : Mme Bogen
- 1971 : 70, Girls, 70, musique de John Kander, lyrics de Fred Ebb, livret de Fred Ebb et Norman L. Martin : Gert

## Filmographie partielle

### Cinéma
- 1929 : Parade d'amour (The Love Parade) d'Ernst Lubitsch : Lulu
- 1930 : Le Vagabond roi (The Vagabond King) de Ludwig Berger : Huguette
- 1930 : L'Explorateur en folie (Animal Crackers) de Victor Heerman : Arabella Rittenhouse
- 1930 : Paramount on Parade, film à sketches de Dorothy Arzner et autres, segment Love Time : elle-même
- 1930 : Madame Satan (Madam Satan) de Cecil B. DeMille : Trixie
- 1930 : Honey de Wesley Ruggles : Cora Falkner
- 1933 : Ladies They Talk About d'Howard Bretherton et William Keighley : Linda
- 1933 : Take a Chance de Monte Brice et Laurence Schwab : Wanda Hill
- 1934 : Masks and Memories, court métrage de Roy Mack : Julie
- 1976 : Communion sanglante ou Alice, douce Alice (Alice, Sweet Alice) d'Alfred Sole : la pathologiste

### Télévision
(séries)
- 1955 : The United States Steel Hour (en), saison 3, épisode 10 Outcast : Elaine
- 1956 : Matinee Theatre, saison 2, épisode 30 Man in Seven League Boots : rôle non-spécifié
- 1957 : Playhouse 90, saison 1, épisode 31 Child of Trouble : Irene Contino

## Autobiographies
- 1954 : I'll Cry Tomorrow (en collaboration avec Gerold Frank), Frederick Fell Publishers, New York, 347 pp.
- 1958 : Beyond My Worth, Frederick Fell Publishers, New York, 317 pp.